# Чезаре Павезе
Чезаре Павезе (на италиански: Cesare Pavese) (9 септември 1908 – 27 август 1950) е италиански писател, поет и критик, антифашист.
Сътрудник на вестник „Унита“. Завършва английска литература в Торинския университет с дипломна работа върху творчеството на Уолт Уитман.
Превежда на италиански Даниел Дефо, Чарлз Дикенс, Херман Мелвил, Джеймс Джойс, Шърууд Андерсън, Гъртруд Стайн, Уилям Фокнър, Джон Дос Пасос.

## Творчество
- „Трудът уморява“ – стихосбирка – 1936 г.
- „Твоите земи“ – роман – 1942 г.
- „Преди петел да пропее“ – разказ – 1949 г.
- „Луната и огньовете“ – роман – 1950 г.
- „Професия живот“ – дневник – 1935 – 1950 г.